# AACTA al miglior film internazionale
L'AACTA al miglior film internazionale (AACTA International Award for Best Film) viene assegnato dal 2012 al film non australiano votato come migliore dall'Australian Academy of Cinema and Television Arts.

## Vincitori e candidati

### Anni 2010-2019
- 2012
  - The Artist, regia di Michel Hazanavicius
  - L'arte di vincere (Moneyball), regia di Bennett Miller
  - ...e ora parliamo di Kevin (We Need to Talk About Kevin), regia di Lynne Ramsay
  - Hugo Cabret (Hugo), regia di Martin Scorsese
  - Le idi di marzo (The Ides of March), regia di George Clooney
  - Margin Call, regia di J. C. Chandor
  - Melancholia, regia di Lars von Trier
  - Midnight in Paris, regia di Woody Allen
  - Paradiso amaro (The Descendants), regia di Alexander Payne
  - The Tree of Life, regia di Terrence Malick
- 2013
  - Il lato positivo - Silver Linings Playbook (Silver Linings Playbook), regia di David O. Russell
  - Argo, regia di Ben Affleck
  - Les Misérables, regia di Tom Hooper
  - Vita di Pi (Life of Pi), regia di Ang Lee
  - Lincoln, regia di Steven Spielberg
  - Zero Dark Thirty, regia di Kathryn Bigelow
- 2014
  - Gravity, regia di Alfonso Cuarón
  - 12 anni schiavo (12 Years A Slave), regia di Steve McQueen
  - American Hustle - L'apparenza inganna (American Hustle), regia di David O. Russell
  - Captain Phillips - Attacco in mare aperto (Captain Phillips), regia di Paul Greengrass
  - Rush, regia di Ron Howard
- 2015
  - Birdman, regia di Alejandro González Iñárritu
  - Whiplash, regia di Damien Chazelle
  - Boyhood, regia di Richard Linklater
  - Grand Budapest Hotel (The Grand Budapest Hotel), regia di Wes Anderson
  - The Imitation Game, regia di Morten Tyldum
- 2016
  - Mad Max: Fury Road, regia di George Miller
  - La grande scommessa (The Big Short), regia di Adam McKay
  - Carol, regia di Todd Haynes
  - Revenant - Redivivo (The Revenant), regia di Alejandro González Iñárritu
  - Il caso Spotlight (Spotlight), regia di Tom McCarthy
- 2017
  - La La Land, regia di Damien Chazelle
  - Arrival, regia di Denis Villeneuve
  - La battaglia di Hacksaw Ridge (Hacksaw Ridge), regia di Mel Gibson
  - Lion - La strada verso casa (Lion), regia di Garth Davis
  - Manchester by the Sea, regia di Kenneth Lonergan
- 2018
  - Tre manifesti a Ebbing, Missouri (Three Billboards Outside Ebbing, Missouri), regia di Martin McDonagh
  - Chiamami col tuo nome (Call Me by Your Name), regia di Luca Guadagnino
  - Dunkirk, regia di Christopher Nolan
  - Lady Bird, regia di Greta Gerwig
  - La forma dell'acqua - The Shape of Water (The Shape of Water), regia di Guillermo del Toro
- 2019
  - Roma, regia di Alfonso Cuarón
  - Bohemian Rhapsody , regia di Bryan Singer
  - BlacKkKlansman, regia di Spike Lee
  - Vice - L'uomo nell'ombra (Vice), regia di Adam McKay
  - A Star Is Born, regia di Bradley Cooper

### Anni 2020-2029
- 2020[2][3]
  - Parasite (Gisaengchung), regia di Bong Joon-ho
  - 1917, regia di Sam Mendes
  - Joker, regia di Todd Phillips
  - C'era una volta a... Hollywood (Once Upon a Time... in Hollywood), regia di Quentin Tarantino
  - The Irishman, regia di Martin Scorsese
- 2021[4][5]
  - Una donna promettente (Promising Young Woman), regia di Emerald Fennell
  - The Father - Nulla è come sembra (The Father), regia di Florian Zeller
  - Il processo ai Chicago 7 (The Trial of the Chicago 7), regia di Aaron Sorkin
  - Minari, regia di Lee Isaac Chung
  - Nomadland, regia di Chloé Zhao